# Sobradinho (Bahia)
Die Stadt Sobradinho (38.000 Einwohner) im Bundesstaat Bahia war bis 1972 eine Fischersiedlung am Rio São Francisco. Nach Beginn der Bauarbeiten am Sobradinho-Stausee mussten die Einwohner von vier Städten und 30 Dörfern ihre Wohnungen verlassen. 11.853 Familien, insgesamt mehr als 70.000 Menschen, wurden bis 1977 umgesiedelt. Davon zogen 5806 Familien in ländliche Gebiete rund um den See und 3851 Familien in neue Städte einschließlich Sobradinho.
Zwischen Kirchengemeinden in Sobradinho und Wachtendonk (Niederrhein) besteht seit mehr als zwanzig Jahren eine aktive Partnerschaft, die zur Unterstützung mehrerer sozialer Projekte beigetragen hat, sowie zum Bau zahlreicher Zisternen, um die Landbevölkerung von fremder Wasserversorgung unabhängig zu machen. Im Jahresmittel verfügt die Region über ausreichende Regenfälle, diese sind jedoch auf die vier Wintermonate konzentriert.

## Partnerschaften
- Wachtendonk